# 三条市デマンド交通

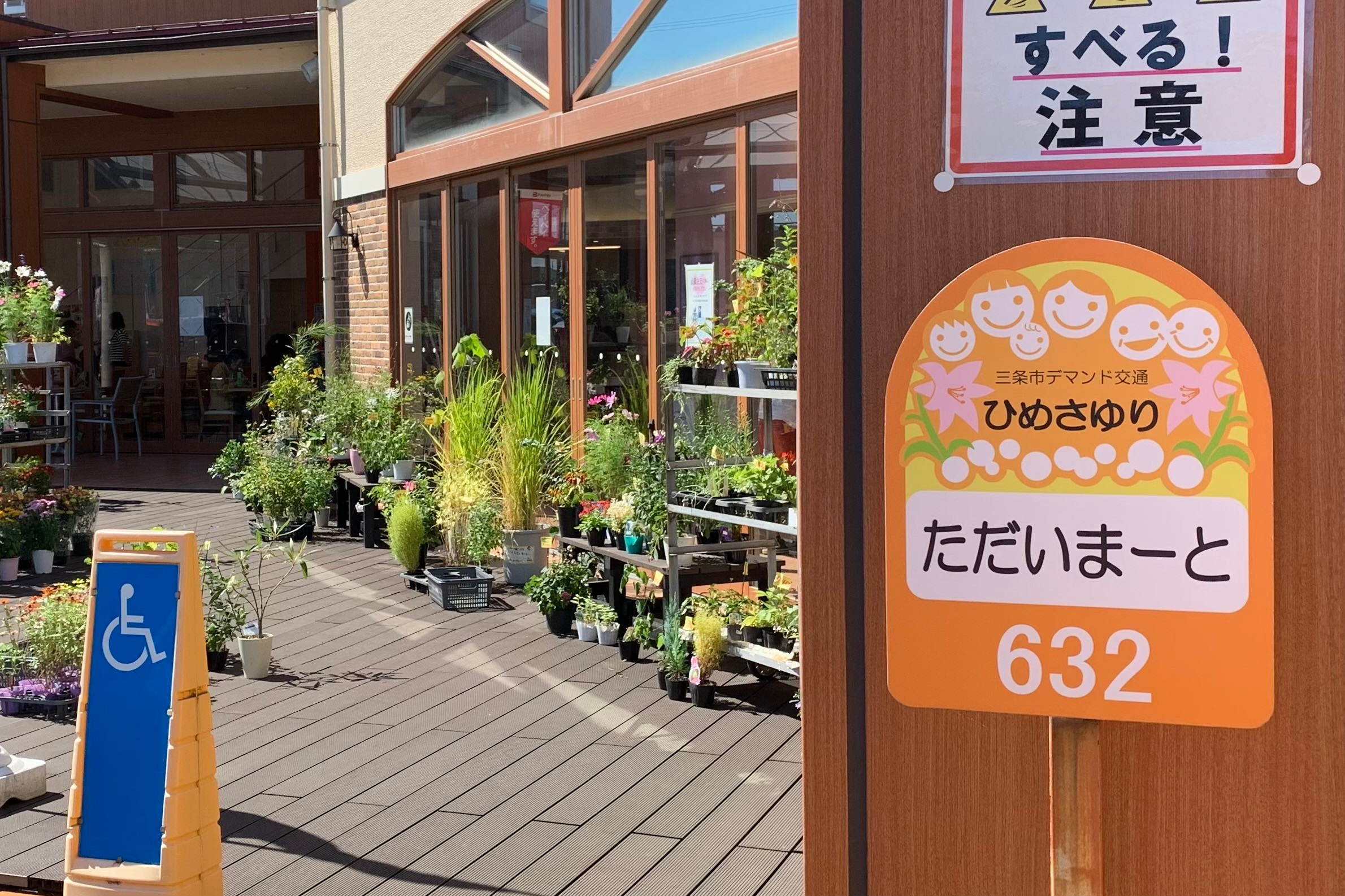
「ただいまーと」停留所（2021年9月）

三条市デマンド交通（さんじょうしデマンドこうつう）は、新潟県三条市で運行されている、タクシー車両を使用したデマンド交通である。愛称はひめさゆり。時間・路線ともに非固定であり、「フルデマンド」に分類される。

## 概要

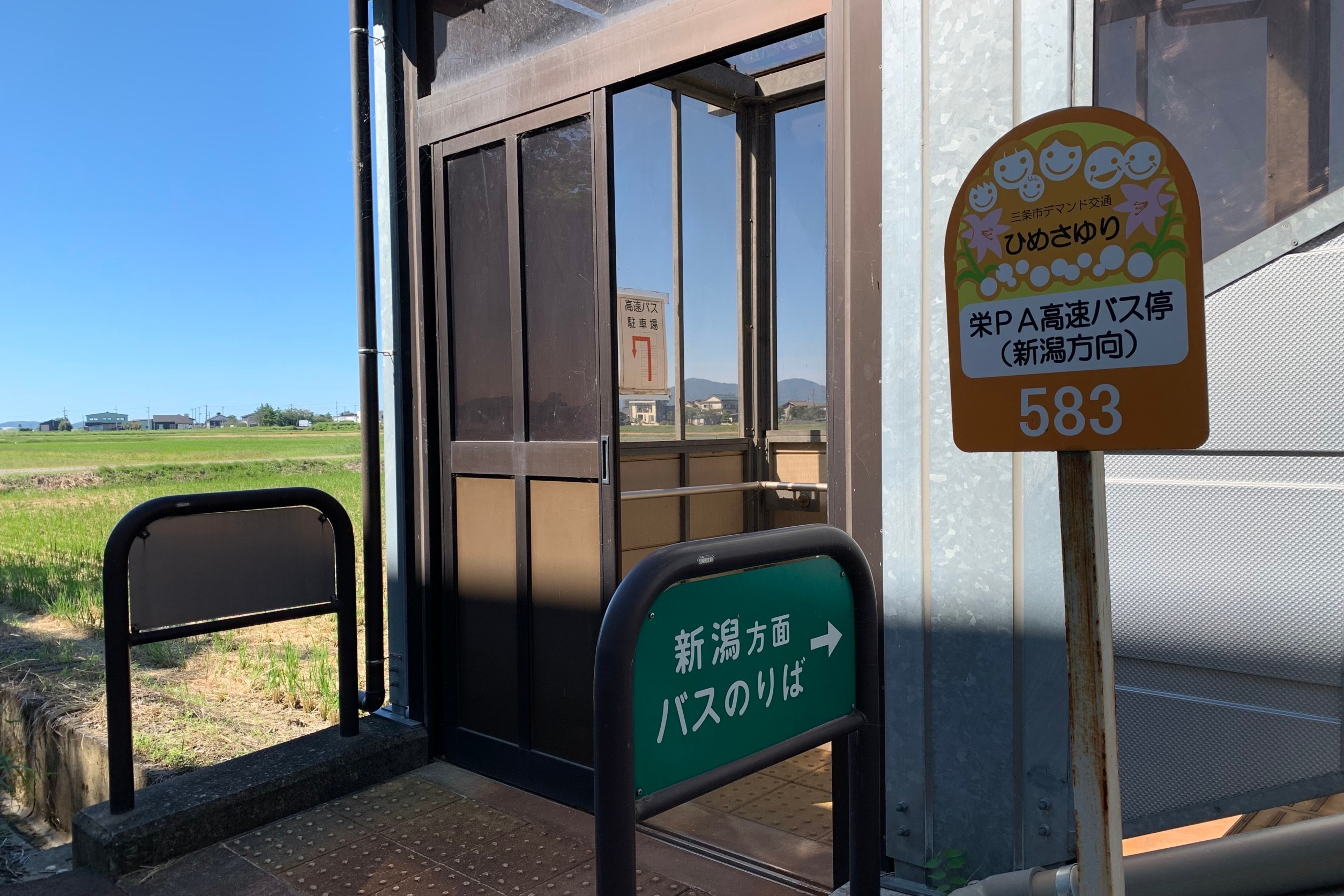
高速バスからの二次交通の役割を果たしている「栄PA高速バス停」停留所（2021年9月）

利用者の予約を受けて停留所間を運行する形をとっており、1時間前までの予約が必要となる。一般的なデマンドバスとは異なり、時刻表は存在せず、乗降時刻を利用者が自由に決めることができる。市内ほぼ全域に618箇所（2020年3月時点）の停留所があり、停留所以外での乗降はできないという形をとる。停留所は4つのエリア（市街地、北、南、下田）に分類されており、組合せによって後述の運賃が異なる。
利用登録は不要で、市民のみならず市外の人も利用でき、観光や余暇の利用も推奨されている。
「工場の祭典」などのイベント時には直前の予約が可能となる場合がある。

### 運賃
1人乗車の場合と複数人乗車の場合で運賃が大きく異なることが特筆される。
2020年3月時点では、1人乗車の場合は距離に応じて大人500円～3,000円であるのに対し、複数乗車の場合は乗降エリアの組み合わせにより大人400円または800円である。
満65歳以上または運転免許証返納者に対しては、1年間有効の「おでかけパス」が販売されており、これを提示することで複数乗車時の運賃がさらに割引となるほか、市内の協賛店で各種特典がある。

### 運行事業者
2020年3月時点では、以下の4社（いずれもタクシー会社）が運行を担当している。
- エスタクシー
- 三条タクシー
- 中越交通
- 日の丸観光タクシー

## 沿革
2008年（平成20年）10月から市街地および下田地区で別々の体系として第1期実験運行が開始され、前者では循環バスの中型バス車両（循環バスの見直しという形で実験が行われた）、後者ではジャンボタクシー車両が用いられた。2009年（平成21年）12月からの第2期実験では市街地の車両がセダン型（人数によってはジャンボタクシー）となった。2010年（平成22年）10月からの第3期実験では両者が一体化し、停留所が市全域に拡大された。
こうした実験を経て、2011年（平成23年）6月から601箇所の停留所による本格運行が開始され、「ひめさゆり」の愛称も与えられた。
2018年（平成30年）6月からは土休日の運行を開始し、毎日運行となった。

## 利用状況
2015年の調査によれば、通院や買い物目的での利用が多い。